# Gottlieb Duttweiler

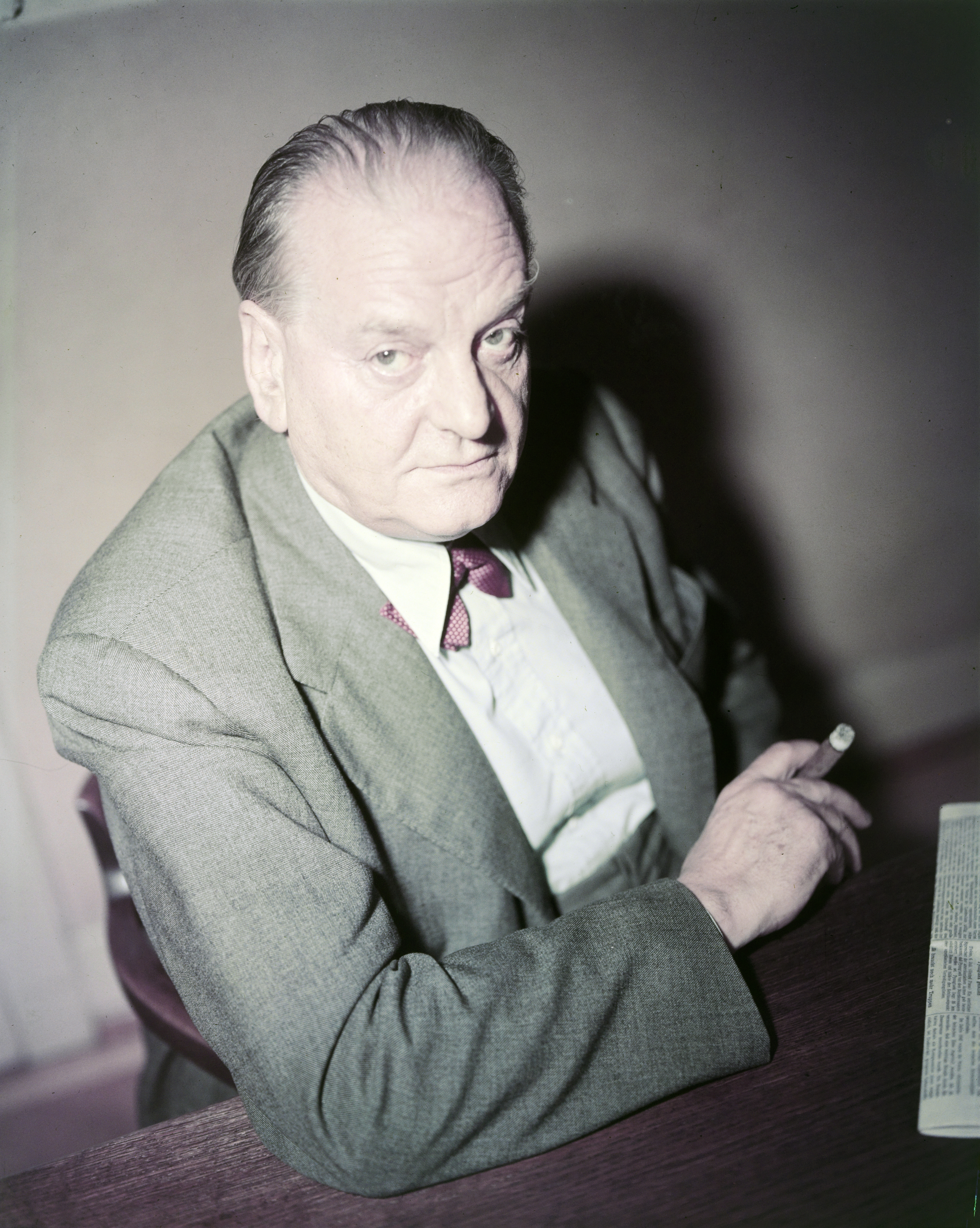
Gottlieb Duttweiler (1956 körül)

Gottlieb Duttweiler (Zürich, 1888. augusztus 15.  – 1962. június 8. Zürich) svájci politikus és vállalkozó volt, többek között a Migros üzlethálózat megalapítója.

## Családi háttér
Duttweiler a zürichi élelmiszeregyesület igazgatójának és a ammerswili Elisabetha Gehrig gyermekeként született és kereskedelmi szakmát tanult. 1913-ban feleségül vette a horgeni Adele Bertschit.

## Gazdasági vállalkozásai
1905-ben lépett be a zürichi Pfister & Sigg kereskedőházhoz, ahol sikeres üzletek után 1917-ben felvették a partnerek közé. Az első világháború után farmerként próbálkozott Brazíliában, de kudarca után hazatért és 1925-ben Zürichben megalapította a Migros-t.
A Migros az első években mobil üzletekkel működött és alapvető szükségleti cikkeket árult. Az újszerű üzlet gyorsan növekedett, és a siker a hagyományos üzletek piacát veszélyeztette, amire azok több perrel reagáltak. Nem sikerült azonban megállítaniuk Duttweilert, akinek a perek jelentős ismertséget szereztek. Részben a harmincas évek elején a Migros bővítésében tapasztalt nehézségek, részben küldetéstudata vezette őt a politikába.
1925-ben megalapította a Die Tat (A tett) című hetilapot, ami 1939-től napilapként működött. 1942-ben elindította második lapját, a Brückenbauer-t (hídépítő).
1940-41 folyamán átalakította a Migros-t részvénytársaságból szövetkezetté, amely formát az a mai napig megőrzött.

## Politikai tevékenysége
Duttweiler 1935-ben az általa alapított „Függetlenek” élén, hat listatársával együtt bejutott a svájci parlament alsóházába. 1936-tól az újonnan alapított Landesring der Unabhängigen nevű párt első elnökeként folytatta a politizálást a parlamentben. Kritizálta Marcel Pilet-Golaz Bundesrat (kb. miniszternek megfelelő svájci hivatal) Hitlerrel kiegyező hangvételét, és ezért kizárták egy parlamenti bizottságból (Vollmachtenkommission). Tiltakozásul 1940-ben lemondott képviselői helyéről.
Pár éves szünet után 1943-tól ismét parlamenti képviselő volt, ezúttal a zürichi listáról került be. 1949-ig az alsóházban, 1949-51-ig a felsőházban képviselte Zürich kantont, 1951-től haláláig Bern egyik alsóházi képviselője volt.

## Idealista és mecénási tevékenysége
Már korán felszínre tört Duttweiler idealizmusa, a Migros a kezdetektől fogva tartózkodott az alkoholos italok és dohányáru forgalmazásától (bár Duttweiler maga szivarozott). Az üzletlánc máig tartja magát ehhez a szabályhoz, bár leányvállalataiban nem érvényesül a tilalom. A 40-es évek elejétől az élelmiszerek árának leszorításáért harcolt, majd 1957-ben bevezette, hogy a Migros éves forgalmának 1%-át kulturális és szociális célokra kell fordítani. Nem sokkal halála előtt alapította meg a rüschlikoni Gottlieb Duttweiler Intézetet, egy gazdaság- és társadalompolitikai kérdésekkel foglalkozó központot.